# كول بوردرز
كول بوردرز (بالإنجليزية: Cool Boarders)‏، هي لعبة فيديو يابانية، وهي من تطوير يو إي بي سيستيمز، ونشرها سوني كمبيوتر إنترتنمنت، صدرت اللعبة في الأسواق سنة 1996، حيث تعمل حصرياً لمنصة بلاي ستيشن، وهي الجزء الأول من سلسلة كول بوردرز.